# 입성
입성(入聲)은 고대 중국어의 사성(四聲)의 일종으로, 불파음 [p̚], [t̚], [k̚] 가운데 하나로 끝나는 음절을 말한다. 현대 표준 중국어에서는 사라졌지만 광둥어, 취안장어, 하카어, 민난어, 간어 등의 방언에는 오늘날까지 보존되어 있으며 한국을 비롯한 주변 언어의 한자음에도 남아 있다.

## 한국 한자음
한국 한자음에서는 [t̚]가 /ㄹ/으로 변했지만 나머지 [p̚]와 [k̚]는 그대로 보존되어 있다. (예: 合 합, 割 할, 學 학)

## 한월어
베트남어의 한자어, 즉 한월어에도 [p̚], [t̚], [k̚]가 그대로 보존되어 있다. (예: 十 thập, 佛 phật, 易 dịch)

## 표준 중국어
표준 중국어에서 성모가 b, d, g, j, zh, z 중 하나로 시작하고 운모가 n이나 ng로 끝나지 않으면서 성조가 2성(´)인 음절들은 대부분 입성에서 유래했다.
- 예: 别 bié 별, 答 dá 답, 国 guó 국, 集 jí 집, 泽 zé 택, 哲 zhé 철

(예외: 鼻 bí 비, 值 zhí 치)

## 같이 보기
- 중국어 음운론
- 한국어의 한자어
- 한월어